# Fira dels embarrats
La Fira dels embarrats se celebra a Sant Joan de Vilatorrada, comarca del Bages des de l'any 2013 durant l'últim cap de setmana d'octubre, sorgida de l'antiga Fira d'artesans del carrer del Riu i més tard de la Fira ramadera. La Fira pretén recuperar el passat industrial del cap de segle xx de la població així com promocionar els productes i serveis de la vila. La participació ciutadana és un dels èxits de la fira: participen en representacions teatrals al carrer o bé es caracteritzen amb el vestuari i pentinats de l'època, en donar molta importància a la figura de l'obrer de la fabrica tèxtil.

## Embarrats
La Fira Embarrats transporta els visitants al Sant Joan de Vilatorrada de principis del segle xx. L'origen del poble es troba a l'actual entitat municipal descentralitzada de Sant Martí de Torroella, però va ser la força de la indústria tèxtil incipient al Cardener, al voltant de les tres fàbriques del poble la que va aglutinar els veïns i nouvinguts per crear el nucli que ha esdevingut la segona població de la comarca.
La Fira permet fer un salt en el temps entrant a les fàbriques i revivint les tradicions, la història i els costums de l'època. En aquest sentit durant tot l'any un equip de guionistes treballa per recuperar llegendes i històries, certes o no, que han passat a Sant Joan, com pot ser la visita del bisbe Josep Torras i Bages.
Un pas més és la incorporació de Sant Joan de Vilatorrada a l'associació Xarxa de Turisme Industrial de Catalunya –XATIC–, per intentar restaurar les fàbriques i crear espais museístics. En aquest sentit cal destacar la col·laboració del municipi amb la Colònia Vidal.

## Història
El 1996, se celebrava a Sant Joan de Vilatorrada, la Fira d'Artesans que, gràcies a la iniciativa d'un grup de dones del carrer del Riu, volia mantenir viu el record de les antigues professions artesanals, amb la presència de diverses persones que mostraven i venien els seus productes de ceràmica, fusta, pintura, formatges i embotits, etc. Uns anys més tard des de l'inici de la fira del carrer del Riu, des de la Societat Coral, Cultural i Recreativa La Verbena, s'hi van afegir una Fira ramadera, que s'aixoplugava en una gran carpa, amb l'exhibició de diferent tipus de bestiar, com vaques, ovelles, conills, porcs, estruços i espectacles hípics. Els dos certàmens es van convertir en la Fira Festa de Tardor, que se celebrava el darrer cap de setmana del mes d'octubre.
Degut a la poca afluència de públic i al poc ressò mediàtic va repensar-se el model. L'Ajuntament junt amb el Centre de Cultura Popular i Tradicional de la Generalitat de Catalunya van trobar una temàtica que fos representativa del municipi per tal d'aconseguir una identificació entre la festa i la societat civil: el passat industrial tèxtil del poble que passà a anomenar-se Fira dels Embarrats.

### El replantejament: passat tèxtil
Es va veure des d'un primer moment, la relació entre el sector de la pagesia del poble i la revolució que es va experimentar amb la instal·lació de la indústria tèxtil, al pas del segle xix al xx. El 2017 s'hi van afegir espectacles de carrer itinerants.
Justament al cap de segle segle xx, el municipi havia passat d'una societat agrícola a una d'industrial, gràcies a les tres fàbriques que s'havien construït arran del riu per aprofitar la força de l'aigua. En aquest sentit cal remarcar que Sant Joan de Vilatorrada, és l'únic poble de Catalunya on les seves fàbriques: Fàbrica Burés, Fabrica Borràs i la Fàbrica Gallifa, s'abasteixen d'un únic canal. L'any 1850 es van repartir el canal en tres parts, Gallifa en ser la més gran es quedava amb el 50% del cabal i entre les altres dues, Burés i Borràs, se'n repartien l'altre 50% restant. Actualment les turbines encara produeixen electricitat que els propietaris actuals venen a FECSA.

## El nom de la Fira
El nom de la Fira encara estava per definir, però donada la importància de les fàbriques tèxtils en el desenvolupament del poble, finalment va sorgir embarrats, mot lligat estretament amb la indústria tèxtil que s'abastia d'aigua del riu Cardener: l'embarrat era el sistema d'eixos, politges i corretges de cuir, a través del qual es transmetia el moviment proporcionat per l'energia hidràulica vers els telers i altres màquines situades en naus industrials, que en aquella època eren anomenades quadres.
Per explicar i entendre el passat del municipi i els seus habitants, cal recordar les dues grans immigracions que va viure: la de persones de la comarca i sobretot de Lleida, quan la fil·loxera va malmetre les vinyes i la de després de la guerra civil espanyola, de persones sobretot d'Andalusia que crearen un fort lligam amb Sant Joan.
La Fira ha aconseguit recuperar la identitat de Sant Joan de Vilatorrada, els seus orígens industrials, transmetent els actius culturals, patrimonials, històrics i socials que l'identifiquen.